# كاتدرائية ميونغ دونغ
كاتدرائية ميونغ دونغ أو كاتدرائية سيدة الحبل بلا دنس (هانغل:천주교 서울대교구 주교좌 명동대성당) هي كاتدرائية وطنية في سيول لأبرشية الروم الكاثوليك. تقع في حي ميونغ دونغ في منطقة جونغ في عاصمة كوريا الجنوبية سول وهو مقر رئيس أساقفة سيول الكاردينال أندرو يوي سو-جونغ، أعلى أساقفة الروم الكاثوليك في البلاد.
تعد الكنيسة مكرسة لمريم العذراء وعقيدة الحبل بلا دنس المسيحية وبذلك الراعي الرئيسي لكوريا بموجب المرسوم البابوي الذي منحه البابا غريغوري السادس عشر في عام 1841. وتعد الكاتدرائية بمثابة معلم مجتمعي ومركز جذب سياحي ورمزا ملحوظا للكاثوليكية الرومانية في كوريا.
في 22 نوفمبر 1977 حددت الحكومة الكورية الكاتدرائية كموقع تاريخي (رقم 258)، مما يجعلها ملكية ثقافية ومكسبا أصليا للبلاد.

## تاريخ
تعرضت المسيحية للاضطهاد الشديد إبان عهد سلالة جوسون في كوريا. ومع ذلك، ازداد الاهتمام بها كواجهة أكاديمية، لا سيما بين أعضاء مدرسة سلهاك، بذلك اكتسبت الكاثوليكية أرضا خصبة للإيمان بها في القرن التاسع عشر من خلال عمل المبشرين الفرنسيين، أدى اضطهادهم إلى حملة فرنسية عام 1866.
بعد أن أبرمت سلالة جوسون معاهدة تجارية مع الولايات المتحدة في عام 1882، طلب ماري جان غوستاف بلون أسقف كوريا، أرضا لبناء دير. فحصل على أرض في Jonghyeon تحت اسم كيم غاميلو، أي «بيل هيل». وبسبب قربها من معبد كونفوشيوسي، رفض الكوريون أعمال البناء هناك. فتم بناء مدرسة، وجرى التخطيط لبناء كنيسة تحت إشراف القس الفرنسي أوجين جون جورج كوست في نهاية معاهدة التجارة الدبلوماسية بين كوريا وفرنسا في عام 1887. وفي الموقع، أقيمت أول أبرشية جوسون وبناية بحوالي 60 غرفة لإستقبال طلاب الكنيسة والمبشرين، تم تقديمها إلى البابا ليون الثالث عشر لإقناعه بفصل الإقليم عن أبرشية بكين.
في عام 1887، عارض غوانغمو إمبراطور كوريا بناء الكاتدرائية وهدد بمصادرة الأرض. وبحلول أبريل 1888، وضعت الحكومة الكورية مرسوما يقضي بتقييد العملة الذهبية، في محاولة منها لمناهضة المسيحية ونشر الكاثوليكية في البلاد. وهو ما أيده الإمبراطور غوانغمو جزئياً بسبب ازدرائه وجود مبنى أعلى من قصره إمبراطوري، مما أخر البناء الكامل للضريح. في 28 أبريل 1888، كلف وزير التجارة بيونغ سيك شو الحكومات الأمريكية والروسية والإيطالية بوقف تمويل الكاتدرائية.